# Račí potok (přítok Labe)
Račí potok je potok v Ústeckém kraji v Česku. Je dlouhý 5,06 km, plocha povodí činí přibližně 10 km² a vlévá se do Labe jako levostranný přítok ve vesnici Vilsnice. V Centrální evidenci vodních toků je veden pod názvem Račí potok (ID toku 10220437).

## Průběh toku
Pramení půl kilometru severovýchodně od Javorského vrchu, v lučním údolí a v nadmořské výšce 520 metrů. Po překonání nedaleké zelené turistické stezky se zařezává do zalesněného hlubšího údolí. Pod ním, než potok dospěje do obce Stará Bohyně, ještě protne žlutou turistickou stezku. Za ní přijímá svůj největší přítok, následně ještě dva pravostranné menší a teče přes přírodní památku Bohyňská lada. Zhruba po kilometru vtéká do obce Malšovice a následně do Vilsnice, kde se v nadmořské výšce 125 metrů nad mořem vlévá do Labe jako jeho levostranný přítok. 

## Fotogalerie

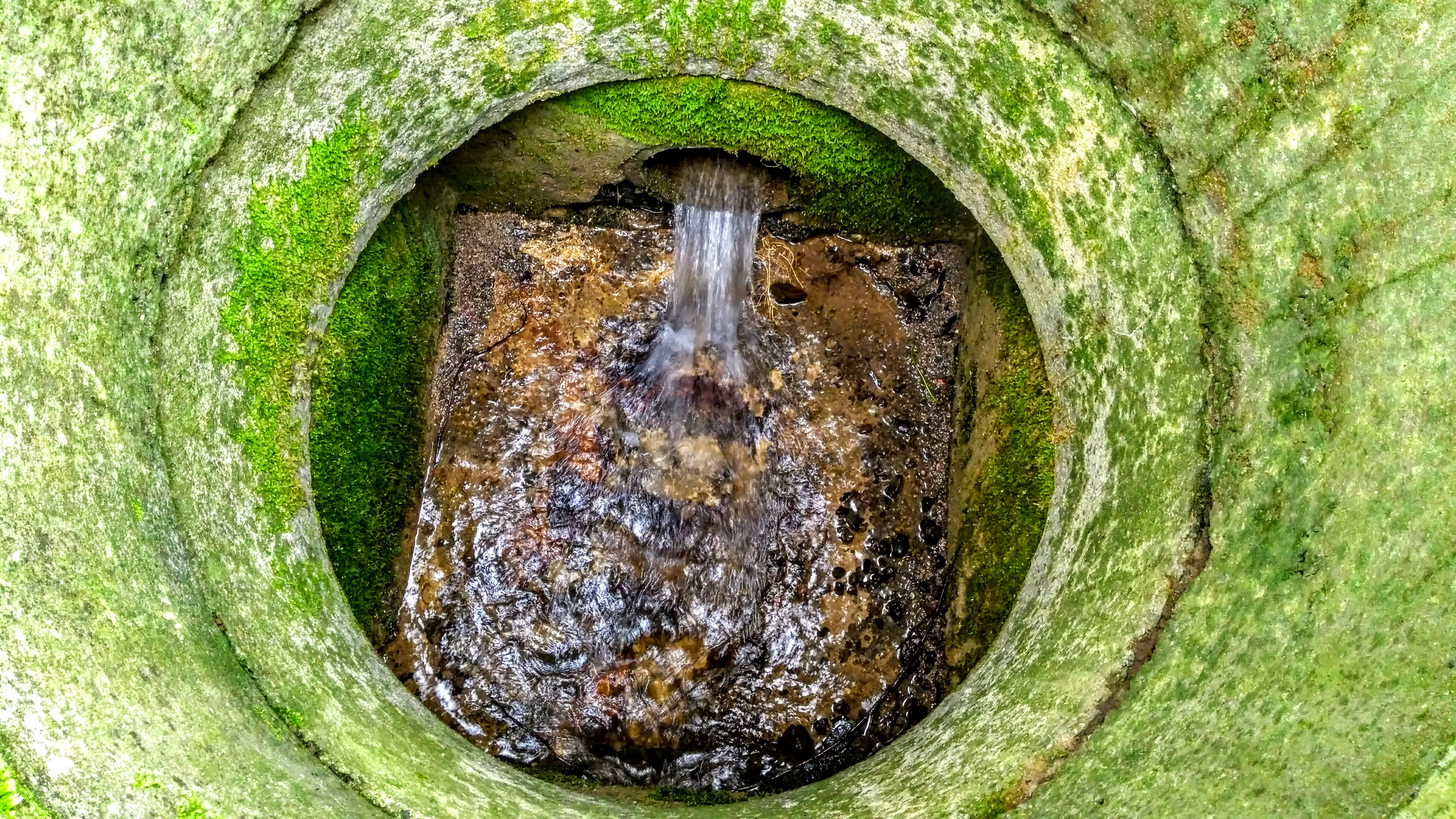
Pramen.
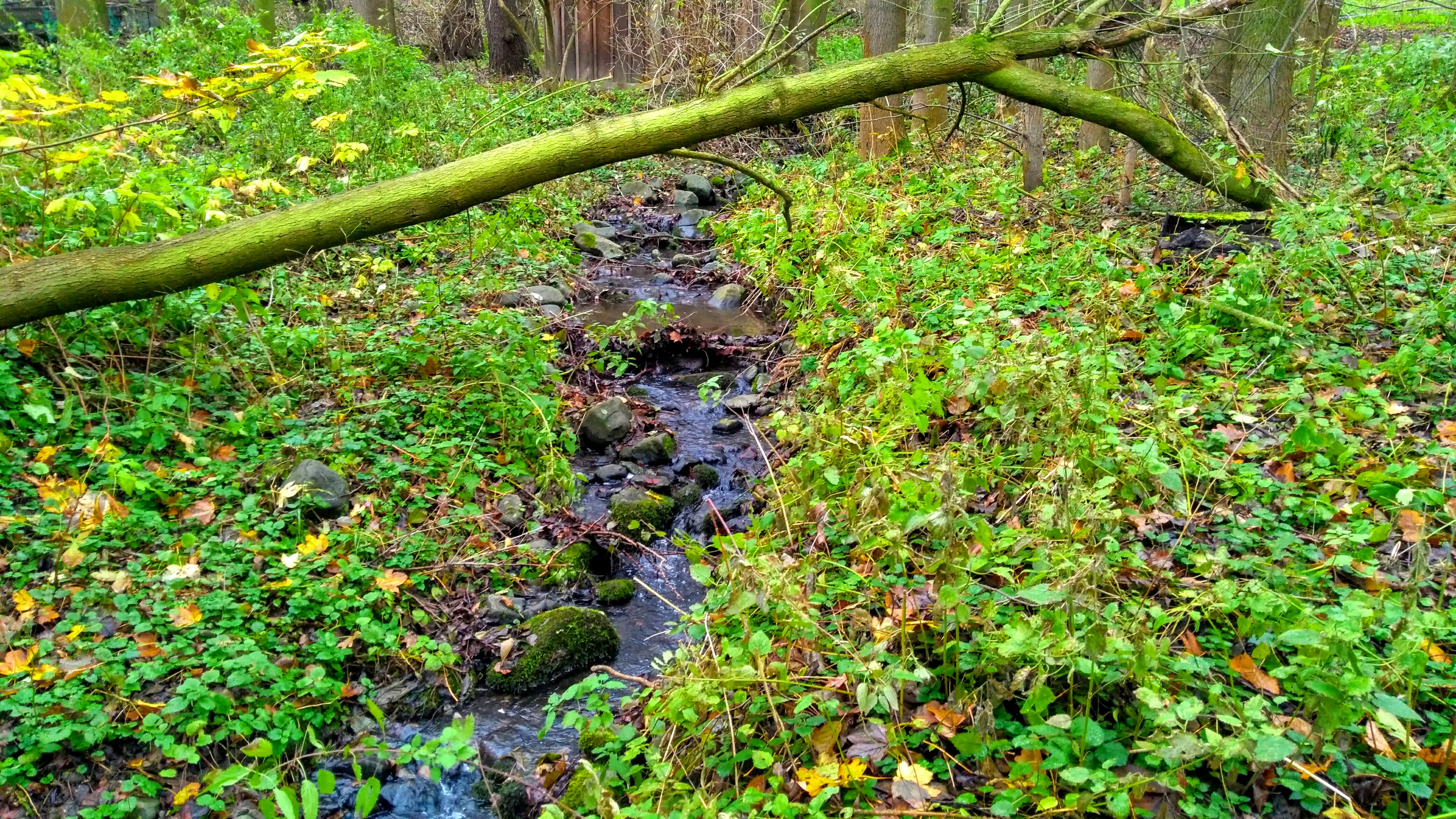
Račí potok těsně nad soutokem s největším přítokem.
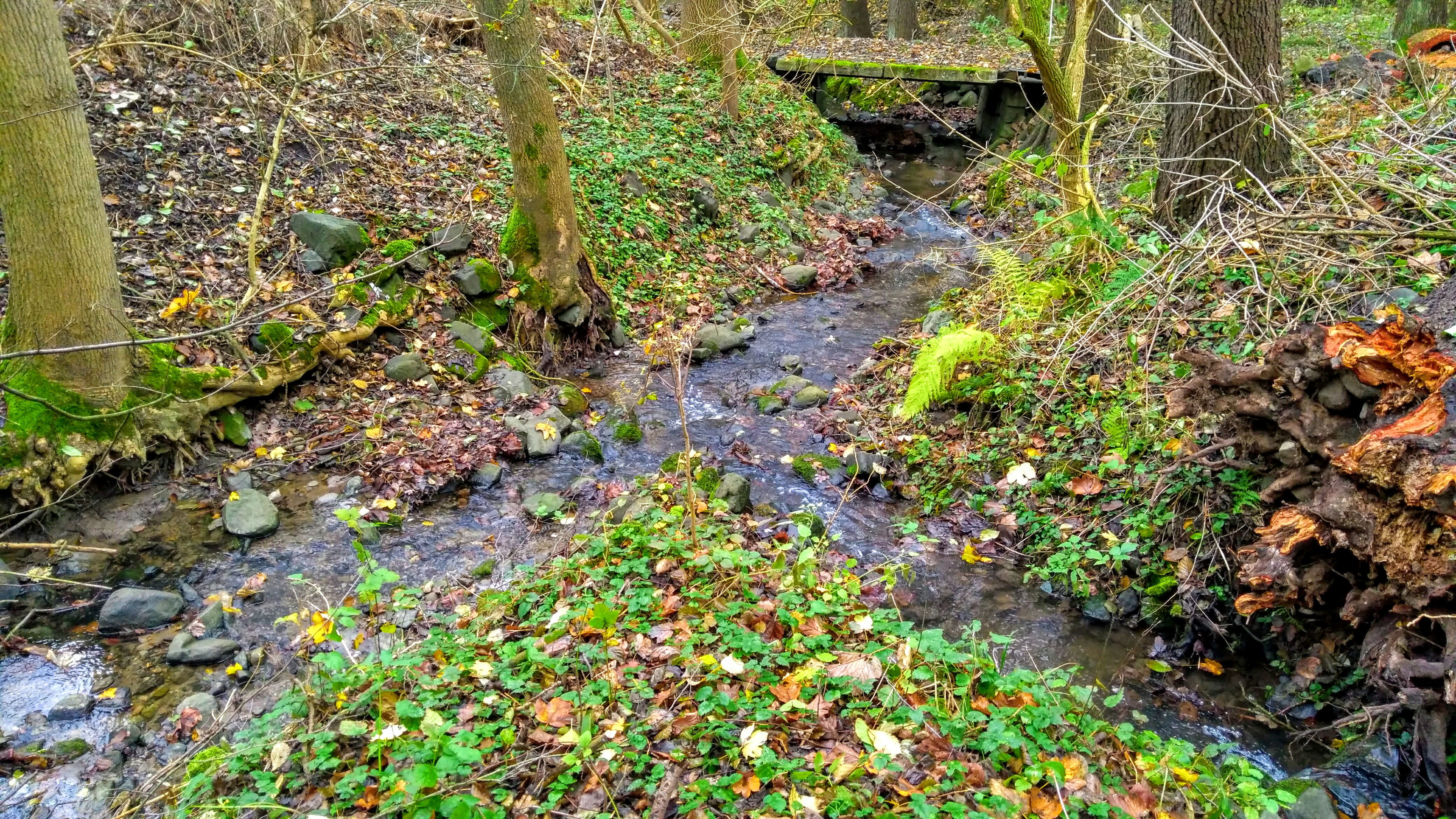
Soutok s největším přítokem (vlevo).
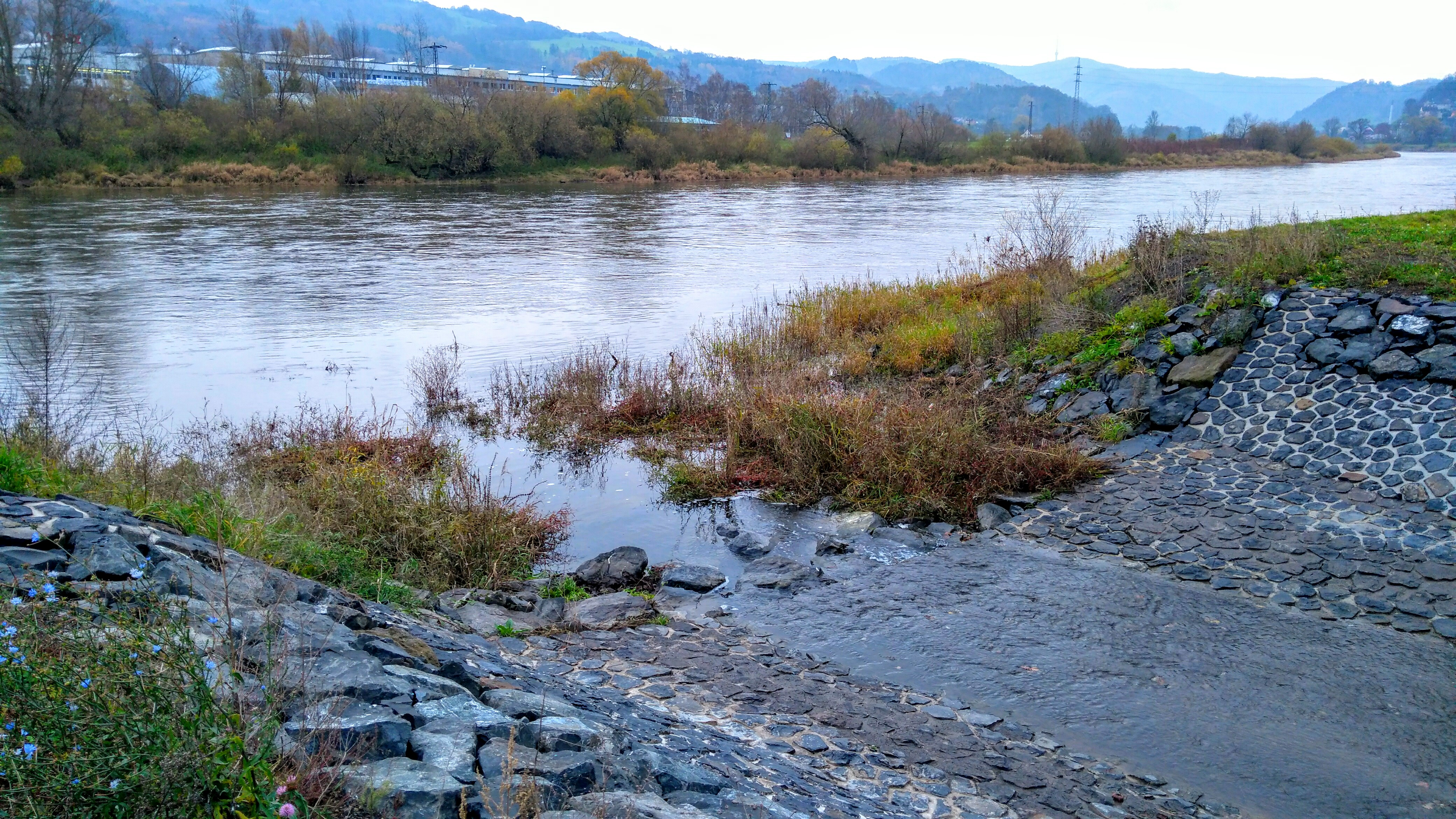
Soutok s Labem.